# 4748 Tokiwagozen
4748 Tokiwagozen је астероид главног астероидног појаса чија средња удаљеност од Сунца износи 2,743 астрономских јединица (АЈ).
Апсолутна магнитуда астероида је 11,7.